# Větrný mlýn v Podhradí u Aše
Větrný mlýn v Podhradí u Aše je zaniklý mlýn holandského typu v okrese Cheb, který stál 600 metrů severozápadně od osady se zámkem Smrčina v katastru obce Krásná v její části Kamenná, který původně patřil pod obec Podhradí.

## Historie
Zděný větrný mlýn stál v katastrálním území Podhradí (původně Neuberg) v místech osady Smrčina (původně Sedlo-Sogr) nedaleko větrného mlýna v Hranici. Byl postaven na pozemkové parcele č. 2083 (stavební parcela č. 198).
Na Ašském území jsou v soupisu mlýnů k roku 1842 uvedeny dva větrné mlýny s kapacitou ročních 3255 dolnorakouských měřic semletého obilí.